# تیم ملی والیبال نوجوانان مردان ایران
تیم ملی والیبال زیر ۱۹ سال مردان ایران یا تیم ملی والیبال نوجوانان ایران نماینده والیبال کشور ایران در مسابقات جهانی (زیر ۱۹ سال)، آسیایی (تا سال ۲۰۱۷ زیر ۱۹ سال و از سال ۲۰۱۹ زیر ۱۸ سال)، آسیای مرکزی و بین‌المللی است که زیر نظر فدراسیون والیبال ایران فعالیت می‌کند. این تیم تاکنون ۲ بار در سال‌های ۲۰۰۷ و ۲۰۱۷ قهرمان جهان و ۲ بار نیز در سال‌های ۲۰۰۱ و ۲۰۰۹ نایب قهرمان جهان شده است. ۷ بار نیز به مقام قهرمانی آسیا رسیده است. قهرمانی تیم ملی والیبال نوجوانان ایران در سال ۲۰۰۷، نخستین مدال طلای ورزش ایران در رشته‌های تیمی در دنیا بوده است.

## رقابتها

### قهرمانی جهان
http://www.todor66.com/volleyball/World/index_Boys.html
| قهرمانی جهان | قهرمانی جهان   | قهرمانی جهان | قهرمانی جهان | قهرمانی جهان | قهرمانی جهان | قهرمانی جهان | قهرمانی جهان |
| سال          | رتبه           | بازی         | برد          | باخت         | ست برده      | ست باخته     |              |
| ------------ | -------------- | ------------ | ------------ | ------------ | ------------ | ------------ | ------------ |
| ۱۹۸۹         | چهارم          | ۷            | ۳            | ۴            | ۱۱           | ۱۳           |              |
| ۱۹۹۱         | حاضر نبود      | حاضر نبود    | حاضر نبود    | حاضر نبود    | حاضر نبود    | حاضر نبود    |              |
| ۱۹۹۳         | حاضر نبود      | حاضر نبود    | حاضر نبود    | حاضر نبود    | حاضر نبود    | حاضر نبود    |              |
| ۱۹۹۵         | حاضر نبود      | حاضر نبود    | حاضر نبود    | حاضر نبود    | حاضر نبود    | حاضر نبود    |              |
| ۱۹۹۷         | نهم            | ۴            | ۱            | ۳            | ۶            | ۹            |              |
| ۱۹۹۹         | حاضر نبود      | حاضر نبود    | حاضر نبود    | حاضر نبود    | حاضر نبود    | حاضر نبود    |              |
| ۲۰۰۱         | نایب قهرمان    | ۶            | ۴            | ۲            | ۱۳           | ۸            |              |
| ۲۰۰۳         | سوم            | ۷            | ۵            | ۲            | ۱۶           | ۸            |              |
| ۲۰۰۵         | پنجم           | ۷            | ۴            | ۳            | ۱۴           | ۱۲           |              |
| ۲۰۰۷         | قهرمان         | ۸            | ۵            | ۳            | ۱۸           | ۱۶           |              |
| ۲۰۰۹         | نایب قهرمان    | ۸            | ۶            | ۲            | ۲۱           | ۹            |              |
| ۲۰۱۱         | دهم            | ۸            | ۶            | ۲            | ۲۰           | ۹            |              |
| ۲۰۱۳         | چهارم          | ۸            | ۵            | ۳            | ۱۶           | ۱۳           |              |
| ۲۰۱۵         | سوم            | ۸            | ۶            | ۲            | ۲۰           | ۱۰           |              |
| ۲۰۱۷         | قهرمان         | ۸            | ۸            | ۰            | ۲۴           | ۳            |              |
| ۲۰۱۹         | پنجم           | ۸            | ۵            | ۳            | ۱۷           | ۱۲           |              |
| ۲۰۲۱         | سوم            | ۸            | ۶            | ۲            | ۱۹           | ۹            |              |
| ۲۰۲۳         | نایب قهرمان    | ۸            | ۷            | ۱            | ۲۲           | ۶            |              |
| ۲۰۲۵         | در حال برگزاری | ۰            | ۰            | ۰            | ۰            | ۰            |              |
| مجموع        | ۱۵/۱۹          | ۱۰۳          | ۷۱           | ۳۲           | ۲۳۷          | ۱۳۷          |              |

- سال ۲۰۰۱ ایتالیا بازی نکرد ولی باخت برایش ثبت نشد.
- سال ۲۰۲۱ گواتمالا بازی نکرد ولی باخت برایش ثبت شد.
- سال ۲۰۲۳ نیجریه بازی نکرد ولی باخت برایش ثبت شد.

### قهرمانی آسیا
http://www.todor66.com/volleyball/Asia/index_Boys.html
| قهرمانی آسیا | قهرمانی آسیا | قهرمانی آسیا | قهرمانی آسیا | قهرمانی آسیا | قهرمانی آسیا | قهرمانی آسیا | قهرمانی آسیا |
| سال          | رتبه         | بازی         | برد          | باخت         | ست برده      | ست باخته     |              |
| ------------ | ------------ | ------------ | ------------ | ------------ | ------------ | ------------ | ------------ |
| ۱۹۹۷         | حاضر نبود    | حاضر نبود    | حاضر نبود    | حاضر نبود    | حاضر نبود    | حاضر نبود    |              |
| ۱۹۹۹         | حاضر نبود    | حاضر نبود    | حاضر نبود    | حاضر نبود    | حاضر نبود    | حاضر نبود    |              |
| ۲۰۰۱         | قهرمان       | ۷            | ۷            | ۰            | ۲۱           | ۵            |              |
| ۲۰۰۳         | نایب قهرمان  | ۷            | ۶            | ۱            | ۱۹           | ۵            |              |
| ۲۰۰۵         | قهرمان       | ۶            | ۶            | ۰            | ۱۸           | ۲            |              |
| ۲۰۰۷         | قهرمان       | ۸            | ۶            | ۲            | ۱۹           | ۷            |              |
| ۲۰۰۸         | قهرمان       | ۷            | ۷            | ۰            | ۲۱           | ۴            |              |
| ۲۰۱۰         | قهرمان       | ۶            | ۵            | ۱            | ۱۶           | ۱۰           |              |
| ۲۰۱۲         | قهرمان       | ۶            | ۶            | ۰            | ۱۸           | ۵            |              |
| ۲۰۱۴         | قهرمان       | ۶            | ۶            | ۰            | ۱۸           | ۳            |              |
| ۲۰۱۷         | چهارم        | ۶            | ۴            | ۲            | ۱۵           | ۷            |              |
| ۲۰۱۸         | سوم          | ۶            | ۴            | ۲            | ۱۳           | ۸            |              |
| ۲۰۲۲         | نایب قهرمان  | ۶            | ۵            | ۱            | ۱۵           | ۴            |              |
| ۲۰۲۴         | نایب قهرمان  | ۷            | ۵            | ۲            | ۱۹           | ۶            |              |
| مجموع        | ۱۲/۱۴        | ۷۸           | ۶۷           | ۱۱           | ۲۱۲          | ۶۶           |              |

### آسیای مرکزی
در دو دوره اول لیگ بزرگسالان آسیای مرکزی در سال‌های ۲۰۲۲ و ۲۰۲۳ به جای تیم ملی بزرگسالان ایران شرکت کرد. ۲۰۲۲ دوم و ۲۰۲۳ اول شد.
در ۲۰۲۴ و ۲۰۲۵ مسابقاتی برگزار شد. در ۲۰۲۵ در آسیای مرکزی زیر ۱۹ سال اول شد. این مسابقات در یک گروه برگزار شد و در پایان دور مقدماتی تیم‌های اول و دوم راهی دیدار فینال شدند و تیم‌های سوم و چهارم هم بازی رده‌بندی را برگزار کردند. شاگردان عادل غلامی در بازی فینال خود در رقابت‌های جام قهرمانی آسیای مرکزی مقابل میزبان مسابقات قرار گرفتند و ۳ بر صفر با امتیازهای ۲۵ بر ۱۳، ۲۶ بر ۲۴ و ۲۵ بر ۲۱ ازبکستان را شکست دادند. این در حالیست که تیم ملی نوجوانان کشورمان روز گذشته هم مقابل همین حریف در مرحله گروهی رقابت ها حاضر شده بود و با نتیجه سه بر صفر به پیروزی رسیده بود. شاگردان عادل غلامی در ۴ دیدار گذشته خود در مرحله گروهی، موفق به کسب ۴ برد، بدون یک ست داده مقابل تیم های هند، ازبکستان‌ دو و قرقیزستان و تیم اول ازبکستان شدند. عرشیا سعادتی، امیرمحمد رمضانی، تیما باطنی، آرمین آسیایی، هاوار دست گشاده، میرمحمد موسوی، امیر نادری، پارسا گله دار، امیرمحمد رفیعی، امین رحیمی، مبین کلاه سنگیانی و مهدی سخاوی بازیکنان تیم ملی زیر ۱۹ سال ایران در این مسابقات بودند.
| قهرمانی آسیای مرکزی | قهرمانی آسیای مرکزی | قهرمانی آسیای مرکزی | قهرمانی آسیای مرکزی | قهرمانی آسیای مرکزی | قهرمانی آسیای مرکزی | قهرمانی آسیای مرکزی | قهرمانی آسیای مرکزی |
| سال                 | رتبه                | بازی                | برد                 | باخت                | ست برده             | ست باخته            |                     |
| ------------------- | ------------------- | ------------------- | ------------------- | ------------------- | ------------------- | ------------------- | ------------------- |
| ۲۰۲۵                | قهرمان              | ۵                   | ۵                   | ۰                   | ۱۵                  | ۰                   |                     |
| مجموع               | ۱/۱                 | ۵                   | ۵                   | ۰                   | ۱۵                  | ۰                   |                     |

### بین المللی

#### چهارجانبه برزیل ۲۰۲۳
1. ایران ۳–۱ برزیل (۲۵–۲۱، ۲۸–۳۰، ۲۵–۱۷، ۲۵–۱۹) [۵]
2. ایران ۰–۳ بلغارستان (۲۱–۲۵، ۲۲–۲۵، ۲۴–۲۶) [۶]
3. ایران ۳–۰ سائوپائولو (۲۵–۲۱، ۲۷–۲۵، ۲۵–۲۱) [۷]
4. ایران ۳–۰ بلغارستان (۲۵-۲۰، ۲۵-۱۹، ۳۱-۲۹) [۸][۹]

تیم ملی والیبال نوجوانان ایران در دیدار فینال رقابت‌های چهارجانبه سائوپائولو با شکست سه بر صفر بلغارستان قهرمان این مسابقات شد. ماهان برزکار و طاها بهبودنیا در جمع بهترین‌ بازیکنان مسابقات چهارجانبه سائوپائولو جای گرفتند.

## مجموع نتایج
| #  | رقابت               | بازی | برد | باخت | ست برده | ست باخته |
| -- | ------------------- | ---- | --- | ---- | ------- | -------- |
| ۱  | قهرمانی جهان        | ۱۰۳  | ۷۱  | ۳۲   | ۲۳۷     | ۱۳۷      |
| ۲  | قهرمانی آسیا        | ۷۸   | ۶۷  | ۱۱   | ۲۱۲     | ۶۶       |
| ۳  | قهرمانی آسیای مرکزی | ۵    | ۵   | ۰    | ۱۵      | ۰        |
| کل | مجموع               | ۱۸۶  | ۱۴۳ | ۴۳   | ۴۶۴     | ۲۰۳      |

## ترکیب تیم ملی ایران در مسابقات مختلف
- کسب مقام چهارمی در اولین دوره قهرمانی جهان در ۱۹۸۹ در امارات: ابراهیم سن سبیلی، علی اصغر حجازی نو، علی صادقیان، طواق ایزدی،‌ محمد عمده غیاثی، جلال لطیف زاده، علی میرعابدی، عثمان سن سبیلی، اردشیر کریم یار،‌ علیرضا امانی، حسین ذوالنوریان، محمد حسین نجاتی. سرمربی : حسین مهرانپور، مربی : جعفر هوتهم، سرپرست : حسین بهرام صفت (ابراهیم سن سبیلی در مسابقات قهرمانی نوجوانان جهان در دوبی بعنوان کامل ترین بازیکن نوجوانان جهان انتخاب شد)[۱۰]
- مقام قهرمانی در قهرمانی جهان در سال ۲۰۱۷ در بحرین: امیرحسین اسفندیار، پوریا یلی، مرتضی شریفی، امیرمحمد فلاحت‌خواه، امیرحسین توخته، محمدحسین راستی، مهدی جلوه، احسان دانش‌دوست، مهران فیض امام‌دوست، حسین سلیمان اهری، محمدرضا حضرت‌پور و عرفان غلامی پور. سید علیرضا دریابیگی به عنوان سرپرست، محمد وکیلی (سرمربی)، غلامرضا مومنی مقدم، علیرضا طلوع کیان، حمید جعفرزاده (مربیان)، حیدر جوادی و مهران زارع (کمک مربیان)، رضا نصیری (پزشک و فیزیوتراپ)، محمد امین شاکری (آنالیزور) و مجید عباس‌خواه به عنوان ماساژور.[۱۱][۱۲][۱۳]
- مقام قهرمانی در قهرمانی جهان در سال ۲۰۰۷ در مکزیک: مجتبی شبان، معین رحیمی، حامد باقرپور، اشکان درخشان، فرهاد سال‌افزون،‌ ادریس دانشفر، فرهاد قائمی، ابراهیم چابکیان، مجتبی غیاثی (امتیازآورترین بازیکن رقابت‌ها)،‌ امین رضوی،‌ گلمحمد سخاوی، علیرضا جدیدی(بهترین دفاع رقابت‌ها). سرمربی: یوتسا ست کوویچ[۱۴][۲][۱۵]
- بازیکنان درخشان تیم ملی والیبال نوجوانان ایران در تاریخ مسابقات قهرمانی جهان: فرهاد ظریف بهترین لیبروی رقابت‌های جهانی ۲۰۰۱، سیدمحمد موسوی بهترین آبشار‌زن رقابت‌های جهانی ۲۰۰۵ الجزایر و مسلم محمدی‌زاده بهترین لیبروی رقابت‌های جهانی ۲۰۰۳ تایلند. [۲]تیم ایران قهرمان نوجوانان ۲۰۰۷ مکزیک

تیم ایران قهرمان نوجوانان ۲۰۰۷ مکزیک